# Route nationale 2057
Die Route nationale 2057, kurz N 2057 oder RN 2057, war eine französische Nationalstraße, die zwischenzeitlich bei Ortsdurchfahrten an die Stelle der Route nationale 57 trat.

## Streckenverlauf
Im Stadtgebiet von Épinal zog sich der Verlauf von 1978 bis 1999 entlang des Canal des Vosges und entlang der Mosel von Chavelot durch Épinal nach Arches hin. Die Abstufung zur Route départementale erfolgte, als die Umgehungsstraße fertiggestellt wurde.
Von Voray-sur-l’Ognon nach Devecey wurde vor Fertigstellung der Umgehungsstraße (Route nationale 57) von 1994 bis 2006 die Ortsdurchfahrten als N 2057 beschildert.
In Besançon war nur 2011 die innerstädtische Durchfahrt von Nordwest nach Südost als N 2057 beschildert. Die Strecke beginnt nordwestlich vom Collége Albert Camus und verläuft dann nach Kreuzung mit der (ehemaligen) Route nationale 273 Richtung Bahnhof Besançon Viotte. Entlang des Doubs wird die Uferseite mit dem Pont de Bregille gewechselt. In der Doubsschleife wird östlich die Zitalle von Besançon und der Zoologische Garten passiert. In der Gemeinde Morre erfolgt dann der Anschluss an die N 57.
Während des Baus der Umgehungs- und Schnellstraße der N 57 bei Les Hôpitaux-Vieux und Les Hôpitaux-Neufs war die Ortsdurchfahrt dort als N 2057 beschildert.